# 鹿ケ谷の陰謀
鹿ヶ谷の陰謀（ししがたにのいんぼう）は、平安時代の安元3年（1177年）6月に京都で起こった、平家打倒の陰謀事件。京都、東山鹿ヶ谷（現在の京都市左京区）の静賢法印（信西の子）の山荘で謀議が行われたため、このように呼ばれた。近年では、平清盛によるでっち上げだとする説など解釈に諸説あり、「鹿ヶ谷の事」と著す学者もいる。

## 経過

### 建春門院の死
安元2年（1176年）後白河法皇は50歳になり、正月から祝いの行事が続いた。平氏一門も法住寺殿の宴に出席して、法皇との親密ぶりを誇示した。しかし6月に妻の建春門院の病状が悪化し、7月8日に死去した。相前後して、異母妹で長男の二条天皇の中宮だった高松院（姝子内親王）・孫の六条上皇・異母弟近衛天皇の中宮だった九条院（藤原呈子）が亡くなり、政界はにわかに動揺する。
まず母・建春門院の死により、皇子のいない高倉天皇の立場が不安定となった。成人して政務に関与するようになった高倉天皇と、院政継続を望む後白河の間には対立の兆しがあったが、12月5日の除目において後白河近臣の藤原定能・藤原光能が、平知盛らを超えて蔵人頭に任じられた。後白河院政派の躍進に対する巻き返しとして、翌安元3年（1177年）正月の除目では平重盛が左大将、平宗盛が右大将となった。建春門院という仲介者を失ったことで、人事を巡り高倉を擁する平氏と後白河院を擁する院近臣勢力は相争うことになる。それでも3月14日に後白河院が千僧供養のために平清盛が滞在している福原を訪れて平氏に好意的態度を示し、亀裂は修復されたかに見えた。

### 白山事件
ところが、後白河が帰京した3月22日、山門（比叡山延暦寺）の大衆が加賀守・藤原師高の配流を求めて強訴を起こした（白山事件）。発端は後白河の近臣である西光の子・師高が加賀守に就任し、同じく子の藤原師経がその目代となり、師経が白山の末寺を焼いたことに激怒した白山の僧侶が山門に訴えたことだった。国衙の目代と現地の寺社が、寺領荘園 (日本)の所務を巡り紛争を起こすことは各地で頻発していたが、この事件では白山が山門の末寺で、国司と目代が院近臣・西光の子であることから、中央に波及して山門と院勢力の全面衝突に発展した。
後白河は目代・師経を備後国に流罪にすることで事態を収拾しようとしたが、大衆（僧徒）は納得せず4月12日に神輿を持ち出して内裏に向かう。後白河は強硬策をとり官兵を派遣するが、翌日警備にあたった重盛の兵と大衆の間で衝突が起こり、矢が神輿に当たって死者も出したことから事態はさらに悪化する。大衆は激昂して神輿を放置して帰山、やむなく朝廷は祇園社に神輿を預けて対応を協議した。4月20日、師高の尾張国への配流、神輿に矢を射た重盛の家人の拘禁が決定、大衆の要求を全面的に受諾することで事件は決着する。父親の西光については一時配流が決定されたが、実際には後白河の取り成しを大衆側が受け入れる形で許されることになった。

### 山門攻撃準備
直後の4月28日、「太郎焼亡」と称される安元の大火が発生、大極殿および関白松殿基房以下13人の公卿の邸宅が焼失して、人々に衝撃を与えた。このような中で、後白河は突如として先の事件を蒸し返し、5月4日に天台座主明雲の逮捕を検非違使に命じ、翌日には座主職を解任、所領を没官すると5月21日に伊豆国へ配流した。西光が師高の流罪を嘆き、強訴の張本人が明雲であるとして処罰を訴えたことが原因であったという。また、『愚昧記』（5月5日条）によれば、著者の三条実房が院近臣の藤原光能から先に延暦寺が起こした嘉応の強訴の際に大衆の強訴を明雲が許可していたとの密告があり、その証拠となる文書が届けられたという説明を受けたという。嘉応の強訴で配流された藤原成親は西光の義兄（西光は成親の父である藤原家成の猶子）であった。
ところが、座主の解任と配流に反発する大衆が再度強訴に踏み切るという噂が京中を流れるが、実際には解任と配流の取消を求める使者を派遣して後白河に却下されるに留まった。なお、この時後白河は警備担当者の検非違使山木兼隆に対して強訴の大衆が明雲奪還に向かった際には明雲を即刻斬首せよと命じたとされている。5月22日明雲の身柄は伊豆の知行国主であった源頼政の兵に護衛されて京都を出発する。ところが23日に近江国（粟津とも国分寺とも）にて大衆2千人が護送の行列を包囲、明雲の身柄を奪回して比叡山に逃げ込んでしまった。頼政は後白河の叱責を受けるが、先に大衆と戦ったために却って捕らえられた重盛の郎党を目の当たりにしているだけにこれを防ぐ意欲はなかったと考えられている。次いで明雲捕縛に派遣された多田行綱も空しく帰還するだけであった。明雲の奪還と比叡山内への隠匿には全山的な合意があったと考えられ、日本におけるアジール出現の最初の事例とも言われている。
これに激昂した後白河は平重盛・宗盛（この時両名が近衛大将を占めていた）に対して坂本を封鎖して山門（延暦寺）そのものを攻撃するようにという命令を出したのである。驚いた2人は福原にいた父・清盛に判断を仰いだ。容易でない事態と判断した清盛は直ちに上洛し、27日の夜に京都に入った。28日に後白河と会見した清盛は攻撃には消極的で後白河を思いとどまらせようとしたが、後白河に押し切られる形となり、近江・美濃・越前の武士も動員されて攻撃開始は目前に迫った。

### 陰謀発覚
出撃直前の6月1日夜半、清盛の西八条邸を多田行綱がひそかに訪れ、西光らが平氏打倒の謀議を行っていた事を密告した。謀議を知った清盛は延暦寺攻撃を中止。直ちに軍勢に動員をかけ、市内は武装した平家の武士たちで溢れかえった。平家軍は西光を捕縛、清盛のもとに連行し、拷問にかけて全容を自供させてから斬首した。呼び出されて清盛邸に出頭した成親も西光の自供を突きつけられ、拘束された。事を聞いて清盛邸に来た重盛は、命だけは助かるようにすると妻の兄である成親を励ましたという。西坂本まで下っていた山門の大衆はこの動きを知ると、清盛に使者を送り敵を討ったことへの感謝を述べて山へ戻っていった。4日、俊寛・基仲・中原基兼・惟宗信房・平資行・平康頼など参加者が一網打尽にされ、5日、明雲が配流を解かれた。9日、尾張に流されていた師高が、清盛の家人の襲撃を受けて惨殺される。成親は一旦は助命されて備前国に配流されるが、食物を与えられず、崖から突き落とされて殺害された。

## 影響
謀議が事実であったかどうかは当時でも議論があり、西光と成親が清盛の呼び出しに簡単に応じていることから、平氏側（清盛）が院近臣勢力を潰すため、もしくは山門との衝突を回避するためにでっち上げた疑獄事件の可能性もある。一方、『百錬抄』が「成親卿已下密謀有るの由」、『愚管抄』が「成親、西光、俊寛ナド聚（あつま）リテヤウヤウノ議ヲシケルト云事ノ聞エケル」と記している。清盛が狙いをつけたのは院近臣の中核である西光・成親で、後白河には手を下さず福原に引き上げた。後白河は「こはされば何事ぞや、御とかあるべしとも思し召さず」と白を切ったという。また、清盛も後難を恐れて院御所への出仕を拒む諸臣に出仕を命じていることから、この時点で後白河への処分を見送ったと考えられている。
延暦寺攻撃という後白河の命令に清盛が抵抗した理由については次の理由が考えられている。当時の人々からは、神罰や仏罰の存在が真実であると考えられていた。しかも平安京を仏法で守護していると信じられてきた延暦寺を攻撃するともなれば、ただでは済まされず必ず仏罰を受けると思われていた。これは、『平家物語』のこの事件の件において、かつて関白藤原師通が延暦寺大衆の攻撃を命じた仏罰を受けて死亡したという故事を載せていることからも理解可能である。特にそれを命じたのが治天の君であり、「王法」の代表者とされた後白河であったことは、王法と仏法の相互依存によって国家が守護されるという「王法仏法相依」理念の崩壊を意味することにもなりかねない深刻なものであった。実際に攻撃を命じられた清盛の立場からすれば、延暦寺攻撃による因果応報によって自己及び平家一門が仏罰を受けて滅亡するという事態を危惧することは十分に考えられ、それを強制的に平家一門に行わせようとした後白河及び院近臣に何らかの意図を疑う余地があったと考えられる。「延暦寺攻撃命令＝平氏一門滅亡の謀略」という発想は、その後の足利義教・細川政元・織田信長の比叡山焼き討ちの事実を知る後世の人々には突飛に見えても、清盛及びその時代の人々には通用する構図であったと考えられるのである。
一方、重盛は、白山事件で家人が矢を神輿に当てる失態を犯したのに加え、妻の兄が配流されて助命を求めたにもかかわらず殺害されたことで面目を失い、6月5日に左大将を辞任した。この結果、宗盛が清盛の後継者の地位を確立した。また、清盛の弟で、成親捕縛時に重盛と共に居合わせた頼盛も、妻の兄弟の俊寛が参加していた事で同じく面目を失い、後白河の院近臣としてただでさえ微妙だった立場がより悪化していく事になる。清盛は山門との衝突を回避し、反平氏の動きを見せていた院近臣の排除に成功したが、清盛と後白河の関係は修復不可能なものとなり治承三年の政変（1179年）へとつながっていく。

## 史料
- 『愚管抄』